# Vlaardingen
Vlaardingen è un comune olandese di 72 215 abitanti situato nella provincia dell'Olanda Meridionale. Essa fa parte della regione metropolitana di "Rotterdam-Den Haag" 
(in italiano: "Rotterdam-L'Aia"). È una città che si trova sul fiume Nieuwe Maas.